# 吉宝企业
吉宝企业（英語：Keppel Corporation；简称 Keppel Corp），又称吉宝集团，是新加坡最大的跨国企业，业务涉及海洋与离岸工程，房地产，基础设施建设与项目投资等。吉宝企业于1968年进行公司制改革成为位于丹戎巴葛吉宝船厂（Keppel Shipyard）。上世纪90年代公司搬迁到新加坡岛西部的裕廊之后开始将业务转向岸外与海事。

## 历史

### 1900至1980年代: 吉宝港，吉宝船厂的建立与扩建
吉宝企业公司名“吉宝”来源于英国的亨利•吉宝（Henry Keppel）船长。他于1848年首次来到新加坡，并在丹戎巴葛发现了一个后来一直被称为“新港（New Harbour）”的天然深水港。1900年，新加坡代理总督亚历山大•斯韦特纳姆爵士（Sir Alexander Swettenham）将该港口命名为“吉宝港（Keppel Harbour）”。
1968年英国皇家海军撤离新加坡后，新加坡政府所有的淡马锡控股在吉宝港成立了吉宝船厂。上世纪七、八十年代，吉宝走上了业务区域化和多样化的道路。1975年, 吉宝在菲律宾的马尼拉和宿雾成立了其第一家海外公司--吉宝菲律宾船厂。三年后，吉宝进入金融服务业，成立了为海事业务合同客户提供代收账款服务的兴隆信贷（Shin Loong Credit，后更名为兴隆金融 Shin Loong Finance），其经营范围后来拓展至保险和证券业务。
1983年，吉宝通过收购实得力公司（Straits Steamship Company）进军房地产开发业务。在当时，实得力公司已是一家成熟的运输公司，并在新加坡持有大量土地。1989年，实得力公司更名为实得力置业，以符合公司集中发展房地产业务的整体改组目标。实得力置业最终更名为吉宝置业（Keppel Land），该公司现已是亚洲的优秀房地产开发商之一。

### 1990至1999年: 业务扩展到银行业
1990年收购亚洲商业银行（Asia Commercial Bank）后，银行与金融服务成为吉宝的主要增长支柱。收购完成后，亚洲商业银行更名为吉宝银行（Keppel Bank），并于1993年上市。实得力（现称吉宝迅通）开始发展电信产业并于1997年参股第一通电信（M1）。同年，吉宝银行在收购并整合达利银行（Tat Lee Bank）后改名吉宝达利银行（Keppel TatLee Bank）。1999年，吉宝船厂从吉宝港迁移到裕廊，标志着吉宝集团岸外与海事业务合并到大士、卡尔路（Gul Road）和贲耐路（Benoi Road）一带的船厂。

### 2001至今
2001年，吉宝剥离了其银行与金融服务业务，将旗下的岸外与海事业务私有化并进行整合。吉宝船厂、吉宝远东（Keppel FELS）和吉宝新满利（Keppel Singmarine）于2002年被整合为吉宝岸外与海事集团。吉宝进行战略重组，其多元投资组合重新拟定了三项核心业务。从事工程服务、发电、电讯与交通运输、物流和网络工程的业务单位被汇集到基础设施部门。2015年吉宝获得8900万新元的浮式生产储油卸油（FPSO）改造项目并于2016年第三季度完成该项目。

## 业务部门与子公司
吉宝的下属企业包括全资子公司和合资公司。

### 主要业务部门
- 岸外与海事（Offshore & Marine）
  - 吉宝岸外与海事（Keppel Offshore & Marine）
  - 吉宝远东（Keppel FELS）
  - 吉宝船厂（Keppel Shipyard）
  - 吉宝新满利（Keppel Singmarine）
- 房地产（Properties）
  - 吉宝置业（Keppel Land）
  - 吉宝湾有限公司（Keppel Bay Pte Ltd）
- 基础设施（Infrastructure）
  - 吉宝基础设施（Keppel Infrastructure）
  - 吉宝西格斯（Keppel Seghers）
  - 吉宝区域供热供冷（Keppel DHCS）
  - 吉宝基础设施信托（Keppel Infrastructure Trust）
  - 吉宝电讯与通运有限公司（吉宝讯通）（Keppel Telecommunications & Transportation）
  - 吉宝数据中心房地产信托（Keppel DC REIT）
- 投资项目（Investment）
  - k1创业（k1 Ventures Limited）
  - 第一通有限公司（M1 Limited）
  - KrisEnergy

### 合资公司及其他
| 公司名                                     | 国家           | 拥有股份 |
| ------------------------------------------ | -------------- | -------- |
| 吉宝电讯与通运有限公司                     | 新加坡         | 80%      |
| 吉宝置业                                   | 新加坡         | 99%      |
| Keppel REIT                                | 新加坡         | 46%      |
| k1创业                                     | 新加坡         | 36%      |
| 第一通有限公司                             | 新加坡         | 19%      |
| KrisEnergy                                 | 注册于开曼群岛 | 40%      |
| 吉宝物流（佛山）                           | 中国           | 70%      |
| 中新天津生态城投资开发有限公司             | 中国           | 50%      |
| 春城湖畔度假村                             | 中国           |          |
| Nakilat – Keppel Offshore & Marine (N-KOM) | 卡塔尔         | 20%      |